# Friktionsmaterial
Friktionsmaterial är en sammansättning av olika jordarter och består till stora delar av grus, sand och morän. På grund av materialsammansättningen i friktionsmaterialet släpper det lätt igenom vatten. Det är därför ofta ett problem vid byggprojekt där grunden måste vara under gränsen för friktionsmaterialet.